# Bitwa morska pod Pedro Point (2006)
Bitwa morska pod Pedro Point w 2006 roku – bitwa, która nastąpiła 12 maja 2006 w pobliżu nadmorskiej miejscowości Point Pedro, na Sri Lance. Okręty marynarki Sri Lanki zostały zaatakowane przez grupę łodzi, należących do morskich sił Tamilskich Tygrysów. Grupa okrętów  była w trakcie konwojowania statku MV Pearl Cruiser II , transportującego 710 żołnierzy do miasta Dżafna, będącego pod oblężeniem przez ostatnie sześć lat.
Około 15 łodzi zaatakowało konwój. W wyniku walk jeden okręt należący do marynarki oraz pięć jednostek należących do Morskich Tygrysów zostało zatopionych. Okrętu marynarki wojennej  został zatopiony w wyniku ataku specjalnej łodzi przystosowanej do zadań samobójczych. Po stronie rządowej zostało zabitych 17 marynarzy, natomiast po stronie rebeliantów straty wyniosły 54 zabitych. Podczas ataku łodziom rebeliantów nie udało się dotrzeć do  statku transportującego żołnierzy.